# Tymoschiwka (Tscherkassy)
Tymoschiwka (ukrainisch Тимошівка, russisch Тимошовка Timoschowka, polnisch Tymoszówka) ist ein Dorf im Süden der ukrainischen Oblast Tscherkassy mit etwa 700 Einwohnern (2009).

Museum zu Karol Szymanowski in der Schule von Tymoschiwka

Tymoschiwka liegt auf einer Höhe von 175 m etwa 10 km südlich von Kamjanka und 65 km südlich von Tscherkassy.
Im Dorf gab es ein Haus der Familie Rościszewski im Stil Ludwig XIII. Mit einem Raum im Stil Ludwig XV., einem Speisesaal und einer rosa Lounge, einem Billardraum und einer Bibliothek. Neben dem Gebäude befand sich ein Park.
Am 23. Juni 2017 wurde das Dorf ein Teil der neugegründeten Stadtgemeinde Kamjanka, bis dahin bildete sie die gleichnamige Landratsgemeinde Tymoschiwka (Тимошівська сільська рада/Tymoschiwska silska rada) im Süden des Rajons Kamjanka.
Am 17. Juli 2020 kam es im Zuge einer großen Rajonsreform zum Anschluss des Rajonsgebietes an den Rajon Tscherkassy.

## Söhne und Töchter der Ortschaft
Im Dorf kam der polnische Komponist Karol Szymanowski (1882–1937) zur
Welt.

## Tymoszówka in der Belletristik
Jaroslaw Iwaszkiewicz erzählt in seiner Erzählung Gärten von seinen Kindheitserinnerungen an den Ort.